# روتور اشمید وی‌ای۱۱۵
روتور اشمید وی‌ای۱۱۵ (انگلیسی: Rotorschmiede VA115) یک بالگرد بسیار سبک آلمانی است که توسط شرکت روتوراشمید آلمان و در شهر مونیخ طراحی و ساخته شده‌است. این محصول در کشور آلمان و چین مونتاژ می‌شود. وی‌ای۱۱۵ نخستین پرواز خود را در سال ۲۰۱۵ انجام داد و از سال ۲۰۱۷ در خط تولید قرار گرفته‌است. این بالگرد از یک موتور دوسیلندر هواخنک به قدرت ۵۰ اسب بخار بهره می‌برد و حداکثر دارای دو سرنشین است.

## مشخصات
داده‌ها از Tacke and manufacturer
ویژگی‌های عمومی
- خدمه: one
- طول: ۳٫۷ متر (۱۲ فوت ۲ اینچ)
- عرض: ۱٫۶ متر (۵ فوت ۳ اینچ)
- ارتفاع: ۲٫۶ متر (۸ فوت ۶ اینچ)
- ایرفویل: NACA 23012
- وزن خالی: ۱۱۴ کیلوگرم (۲۵۱ پوند)
- وزن ناخالص: ۲۷۵ کیلوگرم (۶۰۶ پوند)
- ظرفیت سوخت: ۱۹ لیتر (۴٫۲ گالون بریتانیایی؛ ۵٫۰ گالون آمریکایی)
- پیشرانه: ۱ عدد two cylinder, air-cooled, two stroke, fuel-injected aircraft engine Hirth F23, ۳۷ کیلووات (۵۰ اسب بخار)
- قطر روتور اصلی: ۲ عدد ۴٫۵ متر (۱۴ فوت ۹ اینچ)
- مساحت روتور اصلی: ۳۲ متر مربع (۳۴۰ فوت مربع)

عملکرد
- حداکثر سرعت: ۱۳۰ کیلومتر بر ساعت (۸۱ مایل بر ساعت، ۷۰ گره)
- سرعت کروز: ۱۱۰ کیلومتر بر ساعت (۶۸ مایل بر ساعت، ۵۹ گره)
- مداومت پروازی: 4 hrs
- بارگیری دیسک: ۸٫۶ کیلوگرم بر متر مربع (۱٫۸ پوند بر فوت مربع)